# 东北溲疏
东北溲疏（学名：Deutzia parviflora var. amurensis）为虎耳草科溲疏属下的一个变种。